# Will You
"Will You" foi o primeiro single do álbum Payable On Death da banda californiana de new metal, P.O.D..

## Will You
A música foi certamente o maior sucesso do Payable on Death, e o single foi publicado no dia 14 de fevereiro de 2004 porém não alcançou o sucesso tão esperado quanto o dos trabalhos anteriores. Will You, de acordo com o vocalista Sonny foi um desejo realizado de compor uma canção de amor, mas que se ligasse um pouco com a realidade dos jovens de hoje.

## Clipe
O clipe juntamente a música levam uma crítica referente a relacionamentos superficiais e retrata o desentendimento familiar. "Alguns jovens aparecem programando uma festa. Duas garotas se estranham. Na festa um cara com uma garota o acariciando, eles tem uma relação no banheiro, depois ele friamente sai, sem ao menos se despedir dela. Ela aparece chorando, e logo após outra garota deixa um lenço para ela enxugar as lágrimas. Depoia a outra garota aparece com o cara em mais um relacionamento comum na sociedade moderna, o chamado 'ficar'." Enfim, a música fala sobre a fracassada falta de compromisso. "Então você vai? Você vai ficar comigo hoje?... Então você vai? Você vai me amar amanhã?". O clipe foi muito exibido nos EUA, porém foi rapidamente esquecido pelos outros países.

## Faixas
1. "Will You"
2. "Will You (Chris Vrenna Aka Tweaker Remix)"
3. "Cain"